# 闘神都市II
『闘神都市II』（とうしんとしツー）は、1994年12月10日に発売されたPC-9801用ソフトであり、『闘神都市』シリーズ第2作目である。Windows 95版は1997年6月20日に発売された。
1995年12月8日には、本作の後日談であるPC9801/Windows 3.1/95向けビジュアルノベル『闘神都市II そしてそれから…』が発売された。
また、本作のリメイク版にあたるニンテンドー3DS用ソフト『闘神都市』が2014年1月30日にイメージエポックから発売された。同作はイメージエポックにとって初めてのニンテンドー3DS用ソフトでもある。
本項では、3DS版『闘神都市』についても解説する。

## ストーリー

### 本編
第一部
シードと葉月は、葉月の父が営む瑞原道場の門下生にして相思相愛の幼なじみ。葉月は強者揃いの瑞原道場でも高弟として他の門下生に稽古をつけるほどの腕前であったが、シードは生来の気の弱さが災いしているのかはたまた才能がないのか、いくら稽古に励んでも芽の出る気配すらない。葉月の父は娘の気持ちを慮りつつも、道場主という立場から、シードは跡継ぎとなるべき娘婿として認められずにいた。
そして、師範はシードに「次の闘神大会に出場し、見事優勝すればお前を葉月の婿として認めよう。それが叶わなければ葉月はビルナスと娶らせ、二人に道場を継がせる」と最後通告を突きつける。
この国最強の戦士を決める、無差別の総合武術大会・闘神大会に、みそっかすのシードが優勝する見込みなど万に一つもありはしない。かといって出場しなければ、葉月は無条件に嫌味な兄弟子・ビルナスと結ばれることになる。葉月や姉貴分のセレーナに尻を叩かれつつ、シードは一大決心をして闘神都市までやって来た。しかしそこに立ちはだかったのは、師の命により葉月をパートナーとして現れた当のビルナスだった。それでも、シードはなけなしの勇気と気力を振り絞って闘いに挑む。
第二部
シードは見事優勝するも、主催者であるアプロスの手により、「天使食い」にされてしまう。
「天使食い」となった彼は、同じく天使食いとなったカーツウェル、幻杜坊の2人とともに、地獄の探索をすることとなった。

### そしてそれから…
シードは闘神都市での出来事によって再び弱くなってしまい、師匠の命により荒野の地に修行に出されてしまう。葉月はシードを追いかけるが、そこへ二人を狙う盗賊たちが現れる。

## 登場人物
声優は3DS版『闘神都市』のもの。
シード・カシマ（名前は変更可能）
本作の主人公。幼い頃、父レシによって瑞原道場に預けられ、葉月やセレーナと兄弟のように育つ。葉月とは相思相愛。葉月のために勇気を奮って闘神大会に参加する。お人好しだが根は負けん気が強く、悪事の誘惑に負けつつも、戦いを通じて成長してゆく。
強くなり闘神大会で優勝した後、大会の主催者・アプロスによって「天使食い」にされる。
本作の後日談である『そしてそれから…』では、再び元のレベルに戻り弱くなり、葉月との結婚は認めて貰ったものの、延期となっている。強くならないため、瑞原の道場に伝わる武者修行の旅の荒野へ出されることになる。
瑞原 葉月（みずはら はづき）
声 - 又吉愛
瑞原道場の道場主の娘。シードとは相思相愛だが、ビルナスのパートナーとして闘神大会に参加する。道場主の娘だけに、自身もかなりの剣豪で、奥技「瑞原・風の剣」を伝授されている。戦士としての凛々しさと、少女としての可憐さを併せ持つ。後に会えなくなったシードを追って自ら闘神大会に出場することになる。
『そしてそれから…』でも登場。シードを追って荒野へと赴く。作内のキャラ紹介では「最後の闘神となった」とある。
セレーナ・フレイズ
声 - 嶋村侑
シードや葉月の姉代わりで、大会においてはシードのパートナーとして参加する。シードの父レシに拾われ、シードと共に瑞原道場に預けられた。レシに憧れて腕を磨き、道場内の女性では一、二を争う実力の持ち主で、奥義「瑞原・烈の剣」を伝授されている。大会優勝後、アプロスによってシードに対する人質として捕らわれることになるが、アプロスに従ったフリをして逆撃の機会を狙っていた。
『そしてそれから…』でも登場。
ビルナス
声 - 高口公介
瑞原道場一の剣豪で、二刀流の使い手。大会の優勝候補で、奥義「瑞原・刃の剣」を伝授されている。シードには辛く当たる。闘神大会の決勝戦でシードと戦うことになる。
『そしてそれから…』でも登場。
アガサ・カグヤ
声 - 末柄理恵
シードのレベル神。『そしてそれから…』でも登場。
クライア・カラー
声 - 名塚佳織
闘神都市の迷宮に住むカラー（この世界のエルフに相当する種族）の娘。修行中のシードと知り合う。人間たちから額の宝玉「クリスタル」を狙われている。序盤の選択肢によっては登場しない。
咲夜
声 - 門脇舞以
3DS版『闘神都市』に登場するアリスソフト監修のオリジナルキャラクター。大会の阻止をもくろむ鬼娘で、エピソードが描かれたルートとエンディングが追加される。
鈴夜
声 - 齋藤綾
JAPAN国の勅命を受けて臥路たちを追ってやってきたくのいち。
ボーダー・ガロア
筋骨隆々とした巨漢の闘神大会出場者で、恋人であるレイチェル・ママレーラをパートナーとして登録している。実力者だが、何度出場しても優勝できずにいる。強面だが人柄が良く、何かと主人公の相談に乗ってくれる。基本的に主人公を『ぼうず』と呼ぶが、男として認めた後は名前で呼ぶようになる。
闘神 クランク
他の闘神と立場が異なり、「闘神」の広告塔として街で傍若無人に振舞っている。
ケイジン・カーター
声 - 四宮豪
シードの1回戦の対戦相手であるプロレスラーで、マネージャーのくじら（声 - 齋藤綾）をパートナーとして登録している。
ミリオ
声 - 高橋研二
シードの2回戦の対戦相手であり、勇者の少年。
クレリア
声 - 小笠原早紀
ミリオのパートナー。もともとは子供だが、闘神大会のパートナーとして参加できるようにするため、魔法で大人の姿になった。
ブルマロック
PC版におけるシードの3回戦の対戦相手。高名な魔法使いで、チロルという人物をパートナーに登録している。
プルマ（3DS版のみ）
声 - 中嶋アキ
シードの3回戦の対戦相手。同時に自分自身もパートナーとして登録している。記憶を失っており、唯一残っていた「大会に出場する」という記憶の手掛かりを得るために、大会に参加する。遺跡に眠る宝物を探す一方、ゾンビを使役する場面もある。
臥路 義竺
声 - 四宮豪
シードの4回戦の対戦相手。JAPAN国の侍で、元はパートナーである小早川雫に仕えていた。
小早川 雫
声 - 末柄里恵
臥路義竺のパートナー。JAPAN国の姫で、政略結婚を嫌い、臥路と駆け落ちした。
ザビエル
シードの準決勝の対戦相手で、妹のレイヌをパートナーとして登録している。対戦相手を罠に貶めて、1度も戦わずに準決勝まで勝ち上がり、シードを罠に嵌めようとするが、逆に命を落とすことになり、準決勝は不戦敗となった。
シュリ・セイハジュウ・ナガサキ
声 - 末柄里恵
闘神大会の受付嬢。
クリちゃん
声 - 中村知子
魔法ビジョンの番組「闘神ダイジェスト」の司会者。元気だが、無駄話が多い。
切り裂き君
声 - 小堀幸
「闘神ダイジェスト」の解説者。相棒であるクリちゃんのノリの軽さに呆れている。
魔女アトランタ
魔人レキシントンの使徒で、美女を鏡の中に閉じ込める趣味がある。ランスシリーズにも登場する。
闘神 カーツウェル・ドゥリムグレイ
声 - 最上嗣生
過去の闘神大会優勝者である聖騎士で、アプロスの策略にはまり、天使食いにされる。シードを弟のように思い、親切に接してくれる。
闘神 幻杜坊（げんとぼう）
声 - 四宮豪
過去の闘神大会優勝者。かなりの生臭坊主。
アプロス
声 - 上田のり子
闘神都市の若き女性市長で、闘神大会の開催者でもある。その正体は堕天使であり、地獄に捕らわれた恋人のデラスを救うための人材を集めるため、大会を開催している。
デラス
今作のラスボス。元々は人間だったが、恋人であるアプロスに抱かれ、天使喰いとなった。シードは大会終了後、天使食いにされた他の闘神と共に、地獄に幽閉されているデラスを探すことになる。
ラベルケース
声 - 中村知子
地獄で罪人たちの世話をする天使で、天使食いらとは対立関係にある。

### 『そしてそれから…』を初出とするキャラクター
カザック
盗賊たちの首領で魔法戦士。極めて残忍な性格で、人殺しも厭わない。ある目的を持って、8月生まれの人を誘拐している。
ミューズ
盗賊の砦に捕まっている吟遊詩人。好き勝手に牢屋を抜け出しては牢屋に戻ってくるので、盗賊たちも放置している。大変な面倒くさがり屋。
ディア
幼い頃から盗賊たちの中で育ったコケティッシュな少女。強い男が好きという信条でシードに迫ってくる。
ルナン
ディアの幼なじみで、同じように盗賊の中で育った。ディアに惚れているが相手にされず、ディアが言い寄る男に喧嘩を売る。三節棍の一種を使う。

## スタッフ
- シナリオ：とり、む〜みん、TADA、イマーム
- 原画：むつみまさと、MIN-NARAKEN、YUKIMI、ぷりん、ラッシャーヴェラク、ちーぼう
- モンスター原画：K、織音（ORION）、黒田晶見（ちょも山）
- 背景原画：よーいちろー
- 音楽：DRAGON ATTACK!（雷丸）

## 主題歌
「LIGHT OF LOVE」
作曲・編曲 - Shade / 歌 - 片霧烈火
3DS版の主題歌。

## 開発

### 開発（II）
急ピッチでの開発だった前作『闘神都市』とは異なり、本作はじっくり時間をかけて開発することができたため、試行錯誤の末に多くの要素が詰め込まれた。一方、『RanceIV』の反省から、本作の開発に当たっては背伸びをしない方針がとられた。
アリスソフトのTADAは、4Gamer.netの川崎政一からインタビューの中で「『Rance』シリーズにも通ずることだが、悪事をなすことが不利になるどころか有利になる世界観は、勧善懲悪、今でいうJRPGに対するアンチテーゼか」と問われた際、「そこまで深く考えておらず、うちはエロゲを作っているので、エロゲにしかできないことをやらなければ意味はない」と答えている。
メインヒロインである葉月をボクっ娘として描くことについてはアリスソフト社内で反対意見があったが、TADAの押し切りによって実現した。TADAは葉月のキャラクター性について、「あまりにも正統派すぎたかもしれない」とインタビューの中で振り返っている。

### 開発（3DS版『闘神都市』）
イメージエポックの御影良衛は、元々アリスソフトの作品のファンであり、特に『II』については思い入れがあった。また、御影は2010年に『ぱすてるチャイムContinue』のPlayStation Portable版が発売されたことを知り、同作の発売から1週間後にアリスソフトへ『闘神都市II』の移植を打診し、同年夏にアリスソフトを訪問した。
プラットフォームには、今後の市況と立体視による臨場感からニンテンドー3DSが選ばれた。
御影は『II』について「『エロ』と『グロ』の表現がシナリオの要所に絶妙な形でからんでおり、アダルトゲームだからこそ実現できた作品」と考えてており、コンシューマ機への移植にあたりアダルトゲームならではの表現をそのまま表現するのは不可能であることは理解していた。御影はこのような表現をごまかそうとするとかえって不自然になると考え、その部分に関しては深く追求せず、ストーリーなどの基本コンセプトはそのままに、ヒロインに対して愛着がわくシナリオを追加するなどして、なんとかCERO Dに収まる表現に仕上げた。
『II』の後半で描かれたシードの悪事もCEROの規定に合わせた表現にアレンジされており、例えば「天使喰い」のイベントは、消滅させて莫大な経験値を得るか、見逃してギフトをもらうかをプレイヤーが選ぶ方式に変更された。また、御影は『II』の1対1で戦う戦闘システムをそのまま再現するとプレイヤーに単調すぎる印象を与えかねないと考え、戦闘システムの再構築を考えた。御影はアリスソフトのTADAに、「大会を通じてできた仲間たちとともに戦う」というコンセプトでパーティー制を取り入れた試作を最初に見せたところ、TADAから「『闘神都市II』は主人公のシードが一人で戦う中で強くなる物語だ」という指摘を受ける。そこで、御影はアリスソフトが2005年に発売した『GALZOOアイランド』のシステムを参考に、「獲得したヒロインからスキルを得る」というシステムを導入し、加えて主人公シードによって犠牲となった者たちの「想い」を受け継ぐ表現として、ストーリー上に登場するヒロインから特技を得られる「ガールズギフト」を導入した。
御影は「『ガールズギフト』を導入したことにより、イベントとバトルがうまくつながり、テンポの良さを実現できた」と4Gamer.netとのインタビューの中で述べている。
TADAはかかったコストほど売れなかったと述べている。

## ゲーム攻略本
- 『闘神都市II 原画&設定資料集』 ISBN 4-89052-693-5
  - 監修・アリスソフト、ソフトバンク〈SOFTBANK BOOKS〉、1995年5月1日発売

## アダルトアニメ
1997年にピンクパイナップルから『II』の18禁OVAが発売されている。全3巻。制作はAIC。脚本、ストーリーボード、キャラクターデザイン、美術設定、作画監督、原画、監督は中山岳洋が1人で務めている。
中山によると、本作は「基本はシードの成長物語と葉月とのラブストーリー」「シードがいろんな人と闘いながら出会っていく部分をうまく挿入し、葉月の恋愛にからむエピソードをうまくハメていく感じで構成した」とのこと。葉月役の声優は名前や経歴こそ一切伏せているが、成人指定の作品は初めてであり、出演に当たってシナリオや絵コンテを見て、納得して決めたという。

### 各巻タイトル・発売日
- 青嵐篇（1997年7月25日）
- 激闘篇（1997年9月26日）
- 血戦篇（1997年12月19日）

後にDVD版、2008年5月23日には『闘神都市II 全集 ゴールドディスク』が発売されたほか、ダウンロード販売やストリーミング配信も行われている。

### スタッフ（OVA）
- 監督・脚本・ストーリーボード・キャラクターデザイン・美術設定・作画監督・原画 - 中山岳洋
- 音楽 - BANG HEADS
- 音響監督 - 岩浪美和
- プロデューサー - 望月雄太郎
- アニメーション制作 - AIC
- 製作 - ピンクパイナップル

### 主題歌（OVA）
「夢のイマージュ」
作詞 - 佐藤ありす / 作曲・編曲 - 浅井真 / 歌 - 瑞原葉月

### アニメムック本
- 『KSS Perfect Collection series - ORIGINAL ANIMATION VIDEO 闘神都市II』（ケイエスエス、1998年7月2日発売） ISBN 4-87709-218-8